# Winfried B. Lerg
Winfried Bernhard Lerg (* 23. August 1932 in Frankfurt am Main; † 15. April 1995 in Münster) war ein deutscher Medienhistoriker, Publizistik- und Kommunikationswissenschaftler. Er war langjähriger Direktor am Institut für Publizistik an der Westfälischen Wilhelms-Universität (WWU) in Münster.

## Leben
Winfried B. Lerg, Sohn von Paula Lerg, geborene Klutmann, und des Finanzbeamten Emil Lerg, besuchte Gymnasien un Frankfurt am Main, Fulda und in Linz am Rhein, wo er 1952 sein Abitur machte. Danach studierte er Publizistik, Staats- und Sozialwissenschaften und Geschichte an der Rheinischen Friedrich-Wilhelms-Universität Bonn und der Westfälischen Wilhelms-Universität Münster. Während des Studiums war er Mitarbeiter bei Walter Hagemann. Danach war er ab 1960 Assistent von Henk Prakke am Institut für Publizistik. 1964 wurde er zum Doktor der Philosophie promoviert, 1969 habilitierte er sich in Münster und wurde dort Dozent. 1969 vertrat er als Wissenschaftlicher Rat und Professor den Lehrstuhl für Publizistik und war kommissarischer Direktor des Instituts für Publizistik. Von 1970 bis 1972 war er Prorektor. 1971 wurde er an der Universität Münster als Nachfolger von Prakke Ordinarius für Publizistik und Kommunikationswissenschaft und Institutsdirektor (bis 1995). Er forschte u. a. zur Kommunikationstheorie, Propaganda und Mediengeschichte.
Ab 1966 arbeitete er an der Brockhaus Enzyklopädie mit. Von 1973 bis 1975 war er Vorsitzender der Deutschen Gesellschaft für Publizistik und Kommunikationswissenschaft. 1974 war er Gründungsvorsitzender des Studienkreises Rundfunk und Geschichte. 1975 gehörte er der Planungskommission für den Studiengang Journalistik an der Universität Dortmund an. Von 1980 bis 1983 war er wissenschaftlicher Berater beim Feldversuch Bildschirmtext in Düsseldorf/Neuss. Von 1984 bis 1988 gehörte er dem Kabelpilotprojekt Dortmund an. 1987/88 war er Gastdozent an der University of Iowa. 1993 begründete er das Freie Russisch-Deutsche Institut für Publizistik an der Lomonossow-Universität in Moskau mit. Ferner war er Herausgeber mehrerer Schriftenreihen.
Winfried Lerg war katholisch, bis zur Scheidung im Dezember 1975 in erster Ehe mit der Publizistik- und Kommunikationswissenschaftlerin Ulla Lerg, geborene Kill, verheiratet, in zweiter Ehe verheiratet seit April 1976 mit Sabine Schiller Lerg, geborene Schiller. Seine Tochter ist die 1979 geborene Historikerin Charlotte Lerg.

## Schriften (Auswahl)
- Die Entstehung des Rundfunks in Deutschland. Herkunft und Entwicklung eines publizistischen Mittels (= Beiträge zur Geschichte des deutschen Rundfunks. Bd. 1). Knecht, Frankfurt am Main 1965 (zugleich Dissertation, Universität Münster, 1964); 2. Auflage 1970.
- Das Gespräch. Theorie und Praxis der unvermittelten Kommunikation. Bertelsmann Universitäts-Verlag, Düsseldorf 1970, ISBN 3-571-09218-X (zugleich Habilitationsschrift, Universität Münster, 1970).
- Rundfunkpolitik in der Weimarer Republik (= Rundfunk in Deutschland. Bd. 1). Deutscher Taschenbuch-Verlag, München 1980 (= dtv. Bd. 3183), ISBN 3-423-03183-2.
- mit Marianne Ravenstein, Sabine Schiller-Lerg: Sowjetische Publizistik zwischen Öffnung und Umgestaltung. Die Medien im Zeichen von Glasnost und Perestroika (= Kommunikation. Bd. 1). Lit, Münster 1991, ISBN 3-89473-062-5.
- mit Angela Rieger, Jan Schenkewitz: Bürgerfunk in Nordrhein-Westfalen. Eine Studie zur Integrationsfähigkeit von 15%-Gruppen in kommerzielle Lokalradios in NRW (= Schriftenreihe Medienforschung der Landesanstalt für Rundfunk Nordrhein-Westfalen. Bd. 10). Leske und Buch, Opladen 1994, ISBN 3-8100-1090-1.
- (Hrsg.): Deutschsprachige Kolonialpublizistik am Vorabend der Amerikanischen Revolution. Fünf Beiträge zur Funktion deutscher Drucker und ihrer Periodika (= Kommunikationsgeschichte. Bd. 3). Lit, Münster 1999, ISBN 3-8258-4076-X.